# Sweet Charity (película)
Sweet Charity, traducida como Noches en la ciudad (España) y Dulce caridad (México), es una película estadounidense de género musical dirigida y coreografiada por Bob Fosse, escrita por Neil Simon, y con música de Cy Coleman y Dorothy Fields.
Protagonizada por Shirley MacLaine y con la participación de John McMartin, Sammy Davis, Jr., Ricardo Montalban, Chita Rivera, Paula Kelly y Stubby Kaye. Está basada en la obra del teatro musical de 1966 – también dirigida y coreografiada por Fosse – cuya historia está a su vez basada en Le Notti di Cabiria (Las noches de Cabiria), filme de Federico Fellini, Ennio Flaiano y Tullio Pinelli. En el musical el personaje central es una bailarina que se gana la vida en un cabaret de Times Square.

## Reparto
- Shirley MacLaine.........Charity
- John McMartin............Oscar
- Ricardo Montalban........Vittorio
- Sammy Davis Jr. .........Big Daddy
- Chita Rivera.............Nickie
- Paula Kelly..............Helene
- Stubby Kaye..............Herman
- Barbara Bouchet..........Úrsula
- Suzanne Charny..........Bailarina ("Rich Man's Frug")

- Datos: Q2300646
- Multimedia: Sweet Charity (film) / Q2300646